# صبي توركانا

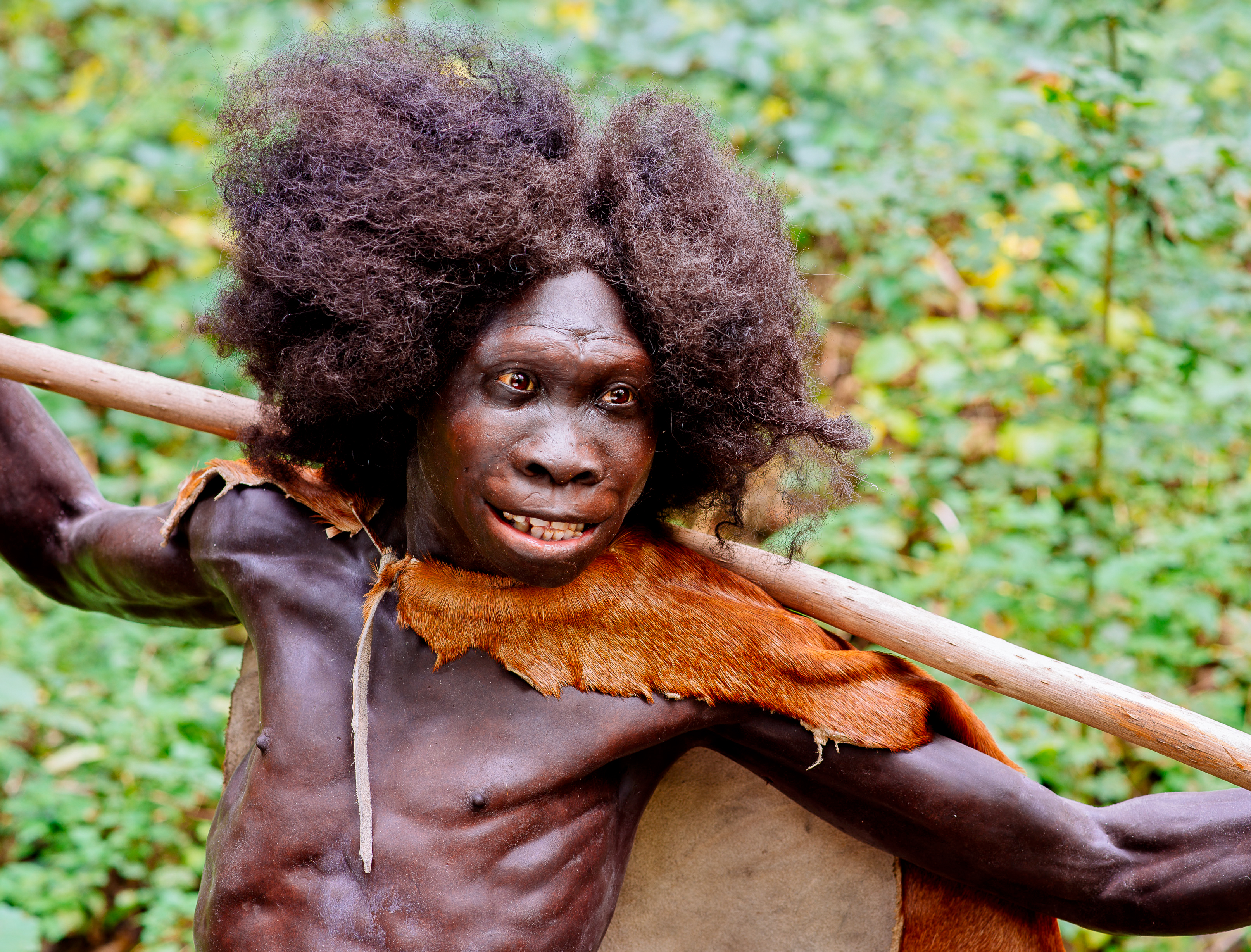
إعادة بناء فتى توركانا.

صبي توركانا هو الاسم الذي أُطلق على الحفرية كي إن إم-دبليو تي 15000، وهذه الحفرية هي هيكل عظمي كامل لشاب من الإنسان المنتصب يُعتقد أنه عاش قبل نحو 1.5 إلى 1.6 مليون سنة. وتُعد هذه العينة أقدم هيكل عظمي بشري تم اكتشافه والأكثر اكتمالاً. عُثر على هذه الحفرية عام 1984 على يد Kamoya Kimeu، وهو أحد أعضاء فريق الاستكشاف الذي قاده ريتشارد ليكي. أما موقع الحفرية فهو ناريوكوتومي قرب بحيرة توركانا في كينيا. ويُقدر عمر الصبي لحظة الوفاة بين 7 أعوام إلى 11 عاماً.

## البلوغ والنضج

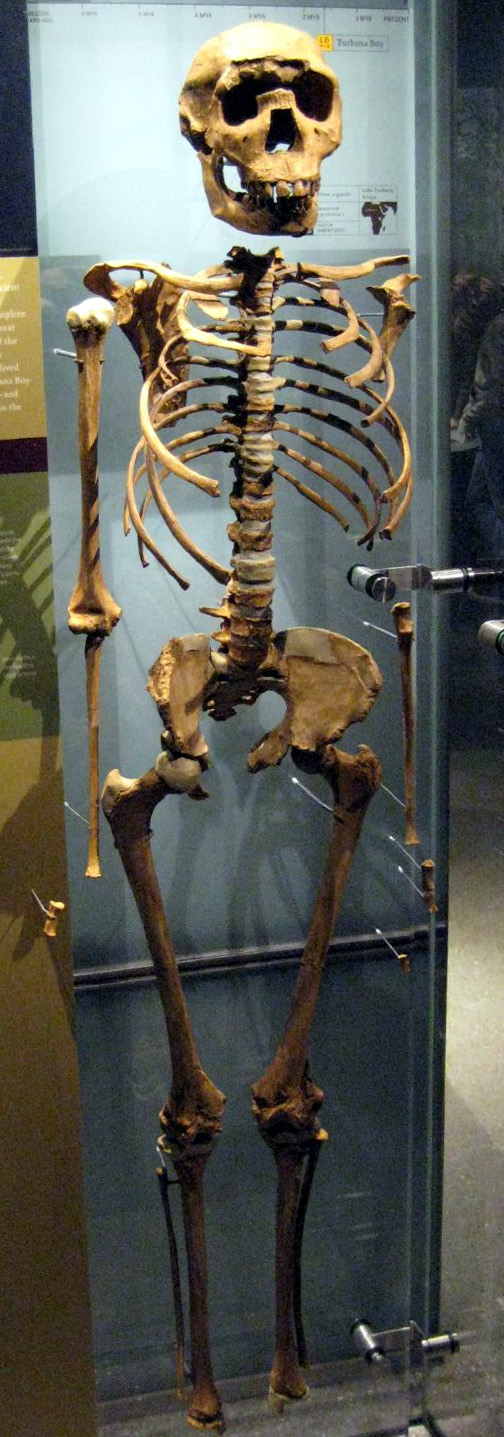
صبي توركانا في المتحف الأمريكي للتاريخ الطبيعي

من المتفق عليه أن هذه العينة تعود إلى ذكرٍ أغلب الظن بسبب شكل الحوض، لكن جنس غير محددٍ تماماً نظراً لعمر العينة الذي يسبق مرحلة البلوغ. تعتمد تقديرات العمر لحظة الوفاة على تحديد مرحلة النضج للأسنان أو الهيكل العظمي، أو إن استطعنا مقارنة نضج هذه العينة بنضج الإنسان المعاصر أو الشمبانزي. ويكمن العامل الرئيسي في الفرق بين الإنسان والشيمبانزي، أي لدى الإنسان المعاصر علامة محددة تدل على البلوغ وهي الطول، لكنها ليست موجودة لدى الشيمبانزي. افترضت الأبحاث الأولى وجود نوعٍ من النمو البشري الحديث، لكن الأدلة الحديثة من الحفريات الأخرى تشير إلى عدم شيوع هذا العامل لدى الإنسان المبكر. مما يؤثر بشكل كبير على تقدير كل من سنّ وبنية هذه العينة، وبالتالي على اعتباره شخصاً بالغاً.
خمّن كلّ من ألان ووكر وريتشارد ليكي في عام 1993 عمر صبي توركانا، واعتقدا أنه يبلغ نحو 11-12 عاماً بناءً على المعدلات المعروفة لنضج العظام. وقال ووكر وليكي (1993) أن تقدير العمر بناءً على طب الأسنان الشرعي غالباً ما يعطي المرء عمراً أصغر من سنه الحقيقي.
وأوضح كريستوفر دين من كلية لندن الجامعية أن صبي توركانا قد بلغ من العمر 8 أعوامٍ عند وفاته.
استنتجت روندا غريفز وزملاء آخرون لها عام 2010 أن صبي توركانا “سينمو من 5 إلى 14 سم قبل أن يصل مرحلة البلوغ. وإذا كان عمر الصبي 8 إلى 10 أعوام عند وفاته، فإن طوله سيكون 154 سم، وسينمو بشكل أسرع بكثير مقارنة بالإنسان المعاصر، لكن نموه سيكون أبطأ من الشيمبانزي. ووفقاً لهذا السيناريو، سيملك صبي توركانا طول قامة رجلٍ بالغ بطولٍ يتراوح بين 159 سم وحتى 168 سم. ووفقاً لنماذج النمو والتطور المصطفاة، سيكتمل نمو قامة الصبي عند بلوغه عامه الثاني عشر (أي بعد 4 أعوامٍ من وفاته)، لذا نستطيع القول أن نسبة كبيرة من عملية النمو قد تمت”.

## علم التشكل (مورفولوجيا)

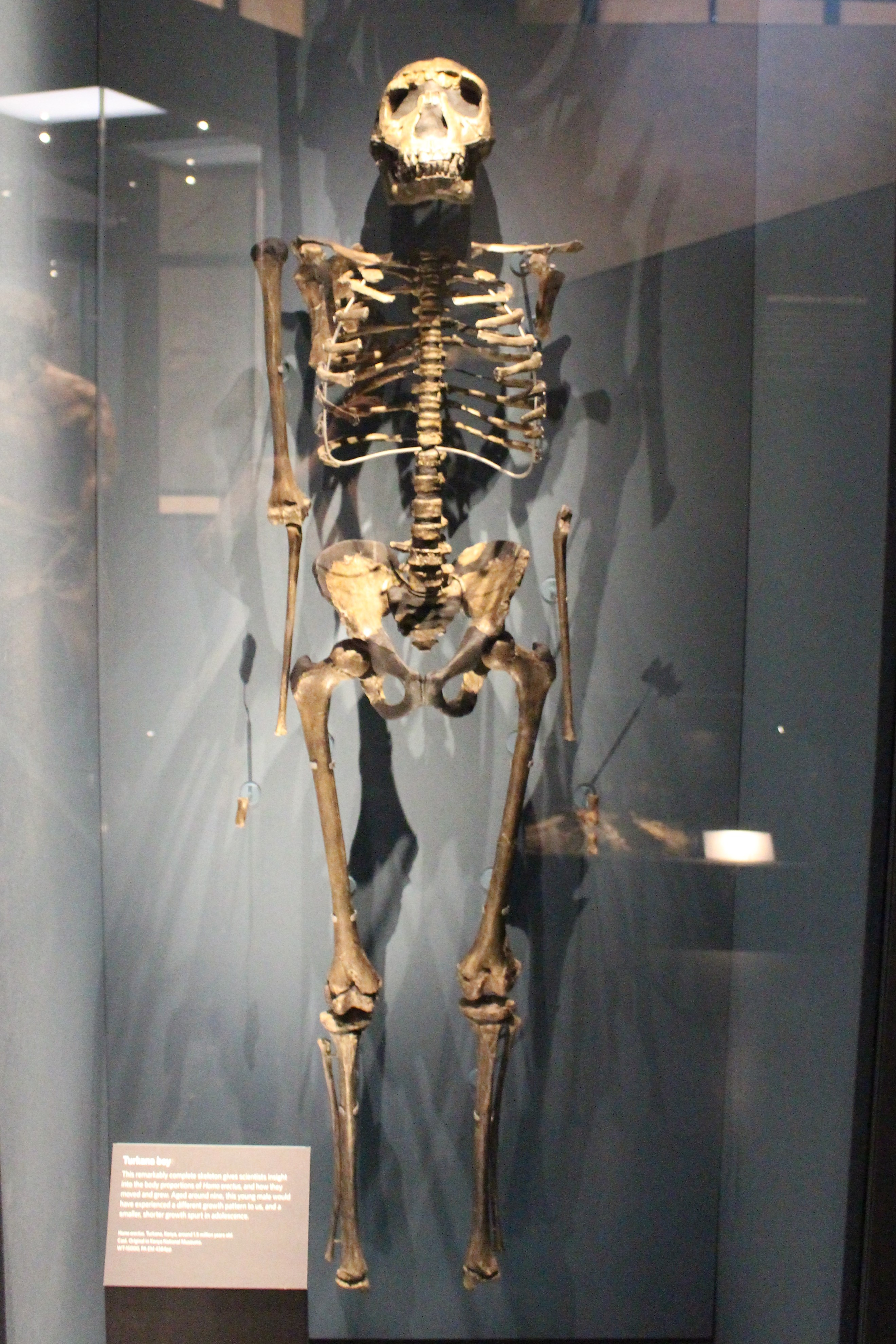
الهيكل العظمي للإنسان المنتصب - فتى توركانا - في متحف التاريخ الطبيعي في لندن ، إنجلترا.

تتكون العينة المكتشفة من 108 عظمة، مما يجعلها أول هيكل عظمي بشري كاملٍ يتم اكتشافه. يبلغ طول الهيكل العظمي نحو 160 سم (63 إنش). وفي مرحلة البلوغ، ربما كان سيصل طول صبي توركانا إلى 185 سم (73 إنش)، وكان سيبلغ وزنه 68 كغ (150 رطل). ويبدو أن الحوض أضيق مما هو عليه لدى الإنسان العاقل، وهو ما يجعل المشي بقامة منتصبة أكثر كفاءة. يشير هذا أيضاً إلى اكتمال قدرة المشي على قدمين (ثنائي الحركة)، على عكس أنواع القردة العليا الأقدم التي تُظهر ميزتي المشي على القدمين وتسلق الأشجار معاً. كان الصبي طويلاً نسبياً، مما زاد من مساحة سطح جسمه وبالتالي عزز تبديد الحرارة ومنع إصابة الصبي بالإجهاد نتيجة حرارة الشمس الحارقة.
ويمتلك الهيكل العظمي لصبي توركانا ميزاتٍ أخرى (مثل الجبهة المائلة للأسفل والجبين الناتئ القوي وغياب الذقن) لم تظهر لدى الإنسان العاقل. ومع ذلك، هناك مزايا معينة ومحددة، كحجم الدماغ الأكبر (880 سم مكعب). ويبدو أن الذراعين والساقين أطول قليلاً، مما يؤكد أن صبي توركانا استطاع المشي على قدمين بشكل فعال (من ثنائيات الحركة). أما الأنف فيبدو مماثلاً لأنف البشر وليس مشابهاً للأنف المسطح المفتوح الذي نراه عند القردة. وربما كان لصبي توركانا شعر رقيق على جسمه (وربما لم يملك شعراً)، كما يُعتقد أن لدى صبي توركانا زيادة في إفرازات الغدد العرقية لتسريع عملية التبريد. كان لون الجلد أكثر قتامة على الأرجح بالإضافة إلى زيادة في الميلانين، وكان ذلك ضرورياً للتصدي لأشعة الشمس الاستوائية المباشرة في السافانا الأفريقية.

## القدرات الصوتية

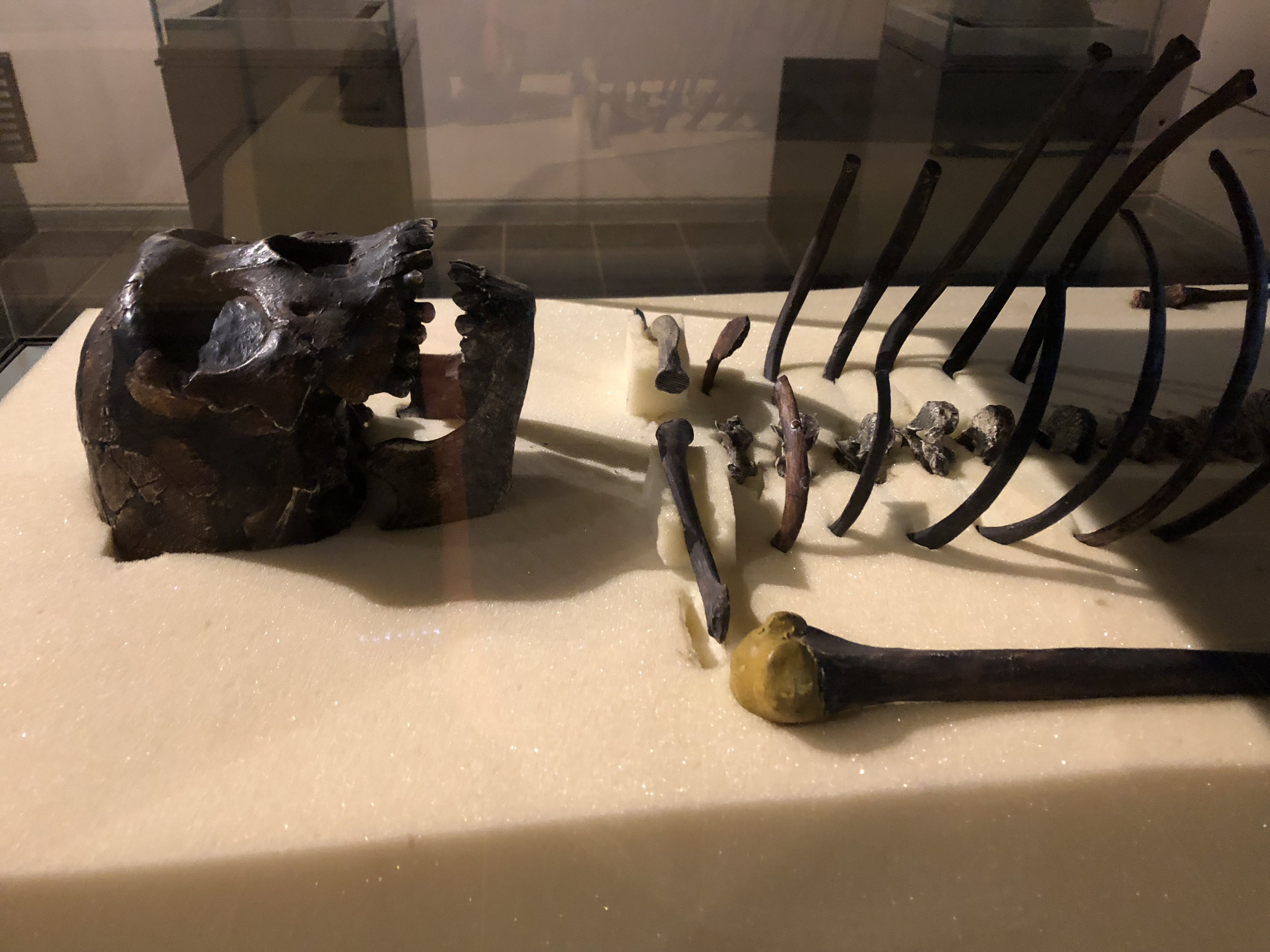
الحفريات الفعلية لصبي توركانا

إن الهيكل العظمي الأحفوري وغيره من الأدلة الأحفورية، مثل الأدوات الحجرية الأشولينية، دفعت غالبية العلماء إلى استنتاج أن الإنسان العاقل والإنسان المنتصب –على عكس أسلافهما الأكثر بدائية –أصبحوا صيادين بارعين. وربما أصبحت البنية الاجتماعية أكثر تعقيداً مع ازدياد حجم الدماغ: حيث تسمح باحة بروكا بالتحدث، وهي موجودة في الدماغ وبالإمكان ملاحظتها عن طريق الاعوجاج الطفيف في القحف. ولوحظ أيضاً أن الفقرات الصدرية لصبي توركانا أضيق مما هي عليه لدى الإنسان العاقل. مما سمح له بالتحكم الحركي، بشكل أقل، بالعضلات الصدرية، والتي يستخدمها الإنسان الحديث لتعديل التنفس، مما يتيح تسلسل التعابير الصوتية عند القيام بعملية الزفير.

## المرض
اشتبه سابقاً أن صبي توركانا يعاني من عيب خلقي، كمرض القزامة مثلاً أو انحراف العمود الفقري جانبياً (الجنف). حيث بدت عظام الأضلاع غير متناظرة مع العمود الفقري، واعتقد أن السبب في ذلك هو إصابة صبي توركانا بخلل التنسج العظمي الغضروفي. ومع ذلك، في عام 2013، أظهرت دراسة جديدة أن عظام الأضلاع ستبدو متناظرة بالنسبة للعمود الفقري إن أُعيد ترتيبها بعناية، وأن البنية غير الطبيعية للفقرات هي إحدى سمات القردة العليا المبكرة. غير أن الحفرية قد أظهرت، وبشكل قاطع، إصابة الصبي بانزلاق غضروفي، وهي إصابة متعلقة بوفاته. كما عانى الصبي من أمراضٍ في الفك السفلي.